# Однофотонная эмиссионная компьютерная томография

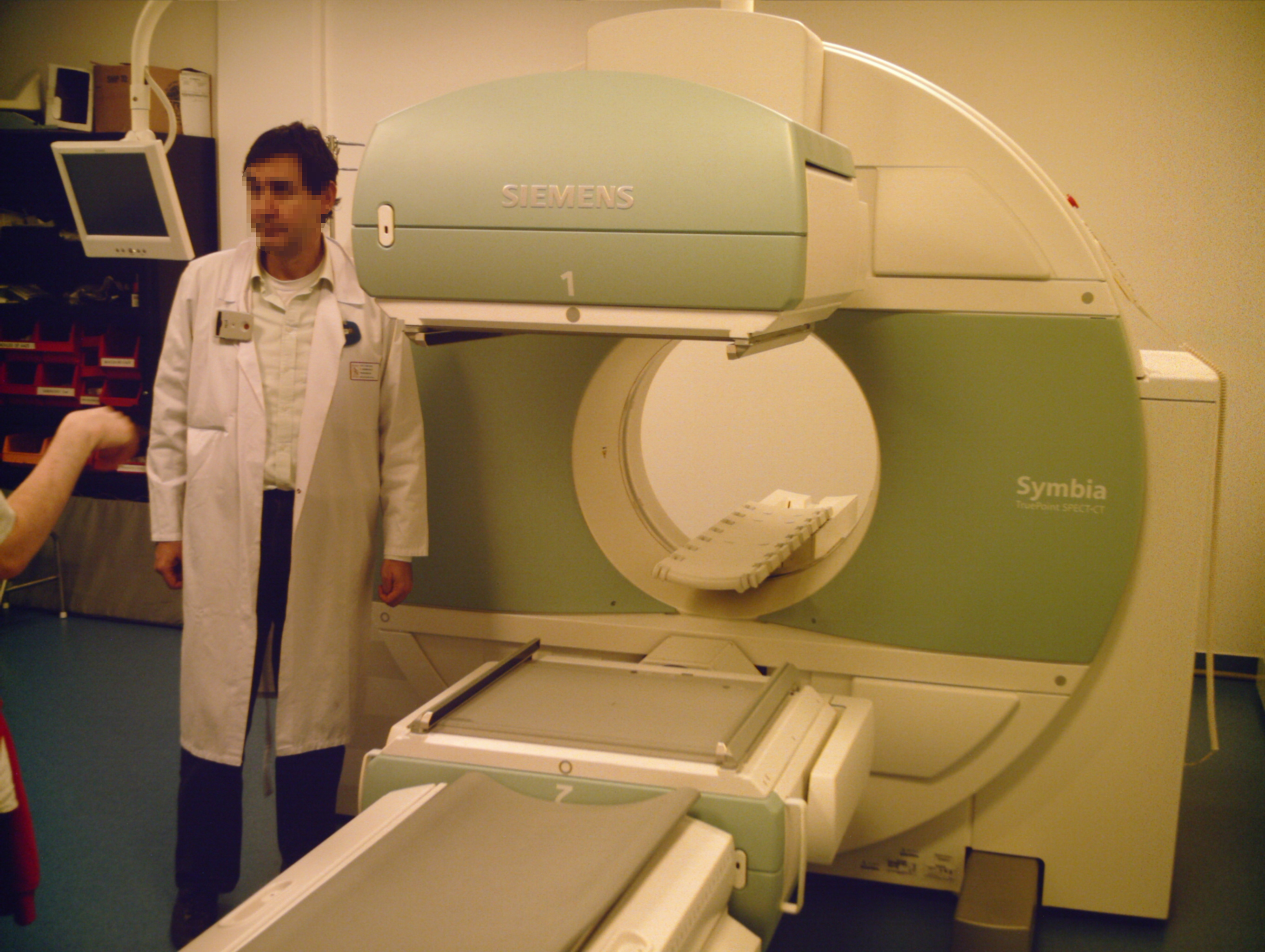
ОФЭКТ-система, состоящая из двух гамма-камер.

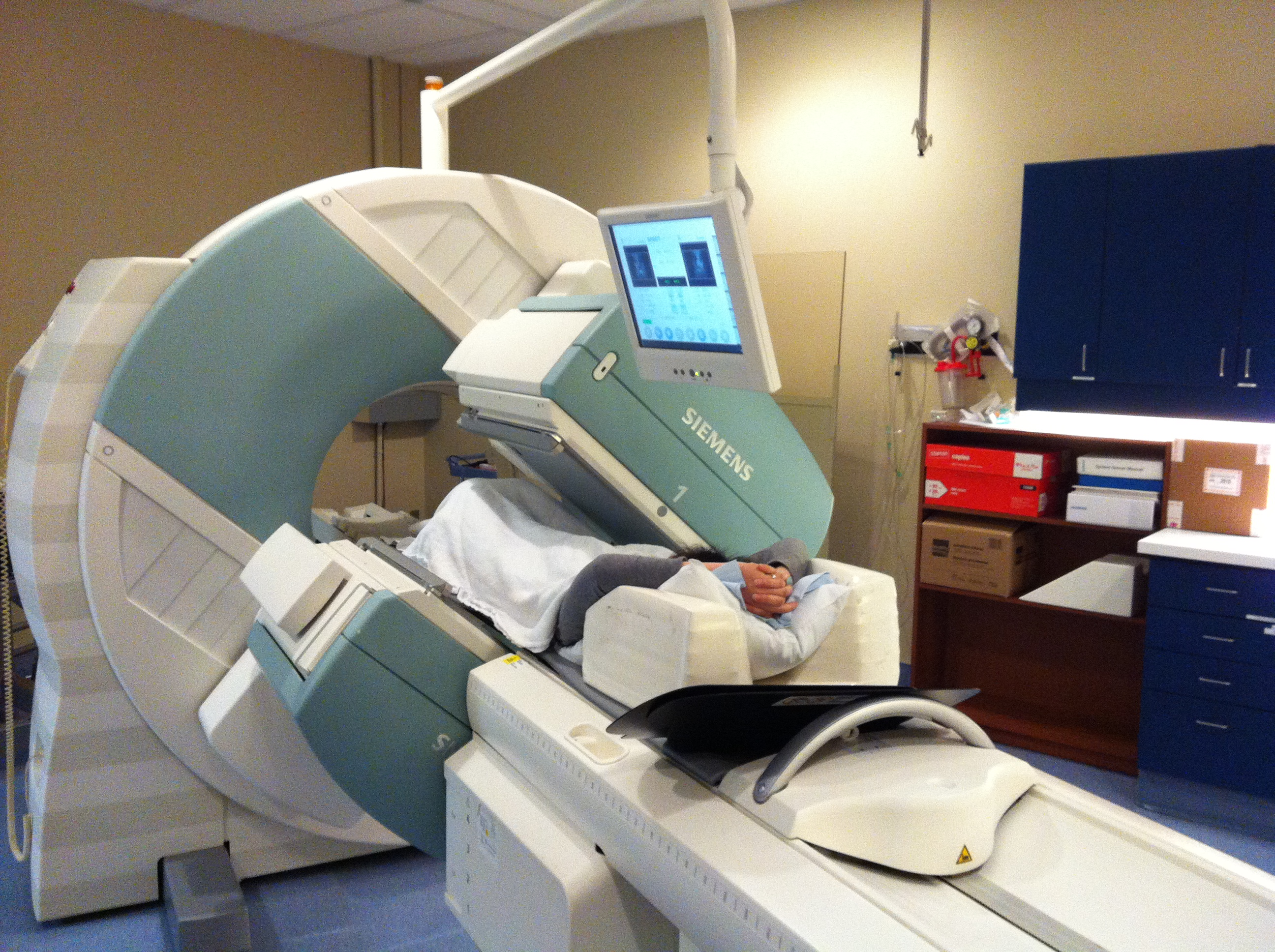
Машина ОФЭКТ выполняет полное сканирование костей тела. Пациент лежит на столе, который скользит через машину, а пара гамма-камер вращается вокруг нее.

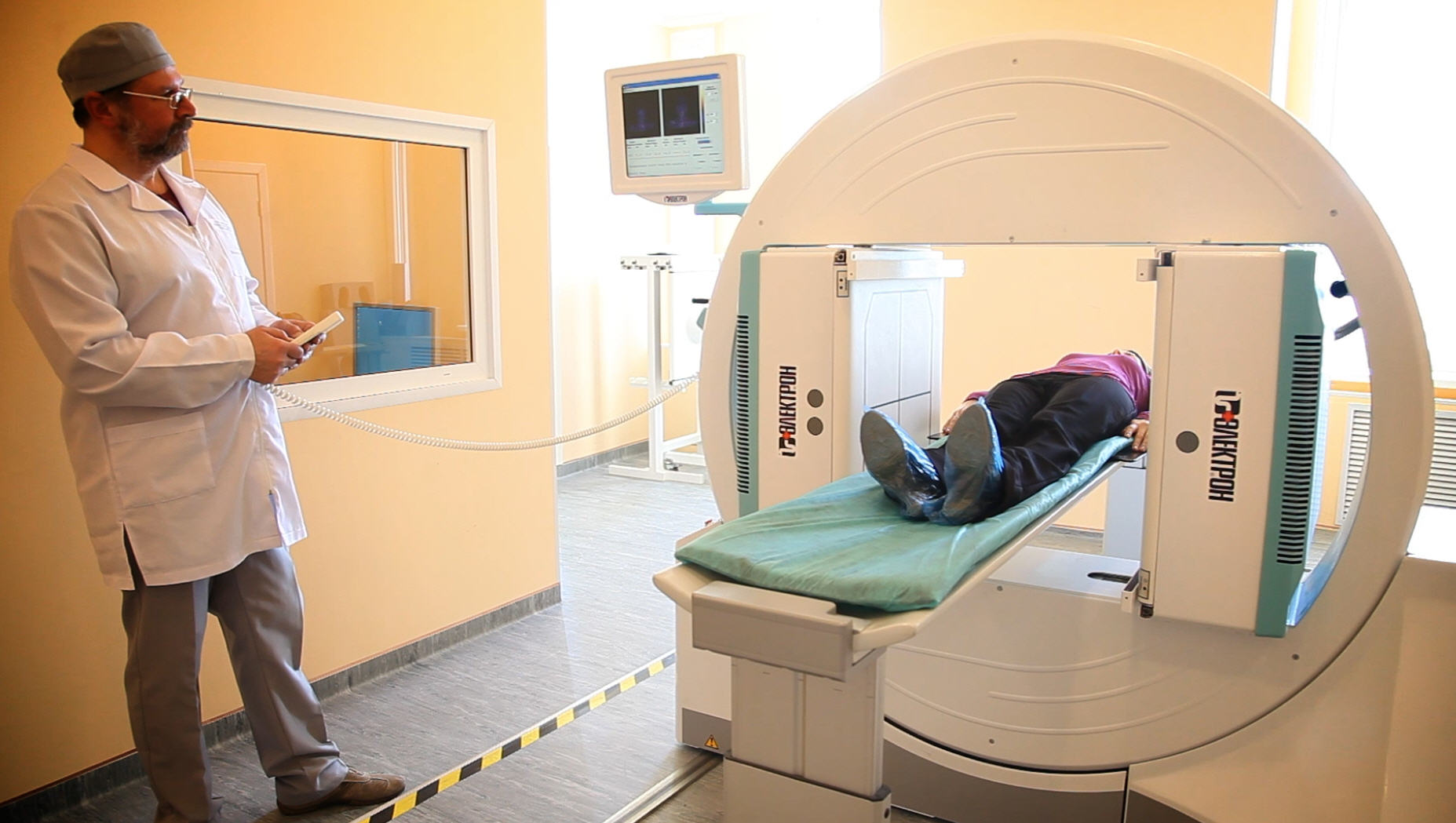
Комплекс изотопной диагностики

Однофотонная эмиссионная компьютерная томография (ОФЭКТ или ОЭКТ) (англ. Single-photon emission computed tomography,  SPECT) — разновидность эмиссионной томографии; диагностический метод создания томографических изображений распределения радионуклидов. В ОФЭКТ применяются радиофармпрепараты, меченные радиоизотопами, ядра которых при каждом акте радиоактивного распада испускают только один гамма-квант (фотон) (для сравнения, в ПЭТ используются радиоизотопы, испускающие позитроны, которые, в свою очередь, при аннигиляции с электроном испускают два гамма-кванта разлетающиеся в разные стороны вдоль одной прямой).
ОФЭКТ применяется в кардиологии, неврологии, урологии, в пульмонологии, для диагностики опухолей головного мозга, при сцинтиграфии рака молочной железы, заболеваний печени и сцинтиграфии скелета.
Данная технология позволяет формировать 3D-изображения, в отличие от сцинтиграфии, использующей тот же принцип создания гамма-фотонов, но создающей лишь двухмерную проекцию.